# Сингапурская епархия
Сингапу́рская епа́рхия — епархия Русской православной церкви, расположенная на территории Сингапура, Восточного Тимора, Индонезии, Малайзии и Папуа — Новой Гвинеи. Входит в состав Патриаршего экзархата Юго-Восточной Азии.

## История
В 2003 году Малайзию, Индонезию и Сингапур посетил митрополит Смоленский и Калининградский Кирилл (Гундяев). Архипастырский визит способствовал становлению и развитию русских православных общин в этих странах.
12 октября 2007 года новообразованный приход в честь Успения Божией Матери в Республике Сингапур был принят в юрисдикцию Русской Православной Церкви. Архипастырское окормление прихода было поручено Священным синодом епископу Уссурийскому Сергию (Чашину), викарию Владивостокской епархии.
С 2009 года клирики Успенского прихода в Сингапуре начали совершать регулярные богослужения в помещении Российского центра науки и культуры в Куала-Лумпуре. В 2012 году приход Русской Православной Церкви во имя Архистратига Божия Михаила переехал на своё постоянное место в центре столицы Малайзии. 26 декабря 2012 года решением Священного синода епископу Сергию было поручено архипастырское окормление Михаило-Архангельского прихода в городе Куала-Лумпуре.
21 октября 2016 года управляющим приходами Московского Патриархата в ряде стран Юго-Восточной и Восточной Азии, включая Индонезию, Малайзию и Сингапур, был назначен епископ Солнечногорский Сергий (Чашин), руководитель Административного секретариата Московской Патриархии.
13 ноября 2018 года в Сингапуре состоялась торжественная церемония закладки первого камня в основание Российского культурного центра и храма Успения Пресвятой Богородицы.
28 декабря 2018 года Священный Синод Русской православной церкви образовал Патриарший экзархат Юго-Восточной Азии с центром в Сингапуре с титулом епархиального архиерея «Сингапурский и Юго-Восточно-Азиатский». При этом новоучреждённый экзархат до февраля 2019 года не был поделён на епархии и де-факто являлся епархией с центром в Сингапуре.
26 февраля 2019 года Священный Синод образовал Сингапурскую епархию в пределах Республики Сингапур, Республики Индонезия и Малайзии.
2 ноября 2019 года клирики Индонезийской миссии РПЦЗ, ранее входившей в состав Австралийско-Новозеландской епархии РПЦЗ, приняли решение перейти под единое духовное руководство Сингапурской епархии по причине отсутствия епархиальных структур РПЦЗ в Индонезии и исходя из пастырских соображений.
25 августа 2020 года Священный синод РПЦ постановил включить в сферу пастырской ответственности Сингапурской епархии государства Восточный Тимор и Папуа — Новая Гвинея.

## Правящие архиереи
- с 26 февраля 2019 года - митрополит Сингапурский и Юго-Восточно-Азиатский Сергий (Чашин)

## Викарии
- с 25 августа 2020 года — епископ Джакартский Питирим (Донденко)[14]

## Приходы
Сингапур
- Успенский приход в Сингапуре

Малайзия
- Михаило-Архангельский приход в Куала-Лумпуре
- Приход великомученика Георгия Победоносца в Пенанге
- Приход в честь Благовещения Пресвятой Богородицы в Джохор-Бару
- Приход в честь апостола Андрея Первозванного в Лукуте[англ.]

Индонезия
- Архиерейское подворье Свято-Владимирского храма в Бекаси
- Приход апостола Фомы в Джакарте
- Приход преподобного Сергия Радонежского в Нуса-Дуа, о. Бали
- Приход святителя Николая Мирликийского в Сингарадже, о. Бали
- Приход преподобного Сергия Радонежского в Медане
- Приход преподобного Бенедикта Нурсийского в Медане
- Приход святителя Ионы Маньчжурского в Сурабае
- Приход преподобного Серафима Саровского в Гресике
- Приход святителя Василия Великого в Бойолали[англ.]
- Приход равноапостольного Космы Этолийского в Маланге
- Приход великомученицы Параскевы Пятницы в Томохоне[англ.]
- Приход святителя Николая Мирликийского в Джаяпуре, о. Папуа, Индонезия
- Приход святителя Афанасия Великого в Джаяпуре, о. Папуа, Индонезия
- Приход в Бандунге
- Приход Сретения Господня в Суракарте